# Ivone Dias Lourenço
Ivone Conceição Dias Lourenço (Vila Franca de Xira, 3 de abril de 1937 - Lisboa, 24 de janeiro de 2008) foi uma comunista portuguesa e opositora do regime do Estado Novo em Portugal. Viveu quase sete anos como prisioneira política. Uma reportagem sobre a sua prisão num jornal britânico levou-a a uma ligação indirecta à fundação da organização de direitos humanos Amnistia Internacional.

## Biografia
Ivone Conceição Dias Lourenço nasceu a 3 de abril de 1937 em Vila Franca de Xira, a norte da capital portuguesa, Lisboa . Era filha de dois funcionários clandestinos do Partido Comunista Português (PCP), António Dias Lourenço da Silva e Casimira da Conceição Silva, o que a obrigava a mudar frequentemente de casa e por vezes a ter de ficar com amigos da família para poder ir à escola. Era também afilhada de Alves Redol, que foi quem lhe deu o nome. Aos sete anos foi viver com o editor Francisco Lyon de Castro, e deixou de viver com os pais, em virtude de viverem em clandestinidade, muito embora mantivesse contactos esporádicos com eles. Em 1946, durante o II Congresso Ilegal do Partido Comunista Português, aos nove anos de idade, a sua presença foi justificada como sendo como "filha" da "empregada" durante a reunião, recebendo instruções para ficar no jardim do prédio onde estava a decorrer, e avisar os participantes se algo fora do comum acontecesse. Os seus pais foram presos em dezembro de 1949, data em que regressa a Lisboa (vivia então na Figueira da Foz). Em 1954 o seu pai foi o primeiro comunista a escapar da Fortaleza de Peniche, que estava a ser utilizada pelo Estado Novo como prisão política.

## Activismo
Aos 15 anos, com o incentivo do militante do PCP, Domingos Abrantes, Ivone Dias Lourenço ingressou na ala jovem do Movimento de Unidade Democrática (MUD), que era uma plataforma quase legal de organizações democráticas portuguesas que se opunham o regime do Estado Novo liderado por António de Oliveira Salazar . Tornou-se militante do Partido Comunista em 1953 e passou à clandestinidade em 1955, trabalhando para apoiar casas clandestinas, onde se dedicava à recolha de materiais e cópia de documentos como A Voz das Camaradas das Casas do Partido. Esteve numa casa em Lisboa antes de se transferir para uma no Pinhal Novo, onde trabalhou com Rolando Verdial. Foi aí que, a 23 de novembro de 1957, ela e Verdial foram presos: ela foi enviada para a prisão de Caxias, onde esteve seis meses em isolamento, interpelados por interrogatórios que duravam vários dias. Foi posteriormente condenada a dois anos de prisão e suspensão de direitos políticos por 15 anos, mas cumpriu muito mais tempo porque o julgamento só ocorreu três anos depois da sua detenção, a 17 de dezembro de 1960. Verdial foi condenado a seis anos de prisão e esteve detido na Fortaleza de Peniche. Ele foi um dos dez que escaparam em 3 de janeiro de 1960. 
Em Caxias, Ivone Dias Lourenço foi transferida para um dormitório coletivo onde viveu com Aida Magro, Aida Paula, Alda Nogueira, Cândida Ventura, Fernanda de Paiva Tomás, Julieta Gandra, Maria Ângela Vidal e Campos, Maria da Piedade Gomes dos Santos, Maria Eugénia Varela Gomes, Maria Luísa Costa Dias e as irmãs Georgette Ferreira e Sofia Ferreira. Foi a autora de uma das 13 cartas enviadas secretamente da prisão de Caxias em maio de 1961, o Manifesto de Caxias, destinado a ser lido numa reunião em Paris e dirigido a "organizações femininas e democráticas de todo o mundo". As cartas denunciavam as condições prisionais em que as mulheres eram mantidas e as torturas a que eram sujeitas.
Recebeu liberdade condicional a 8 de junho de 1964, tendo passado seis anos e nove meses na prisão, e dedicou-se então ao cinema. Disse em 2004 ao jornal Público: "Foi um período muito importante o que estive presa. Por exemplo, quando saí em 1964, nunca tinha ouvido Beatles." Ao ser libertada, foi submetida a vigilância pela PIDE, a polícia secreta de Portugal, o que a levou a regressar à clandestinidade três meses mais tarde, por acção de Rogério Carvalho. Na sequência da sua deslocação ilegal a Kiev, na Ucrânia, para participar no 6.º Congresso do PCP, viu revogada a sua liberdade condicional. Então desenvolveu tarefas de organização das camadas jovens, inicialmente no Porto, no sector operário, e depois em Lisboa.
À data da Revolução dos Cravos, Ivone Dias Lourenço encontrava-se em Matosinhos, como Membro do Comité Local do Porto. Em maio voltou a viver na legalidade, reunindo-se com o pai, que não via desde que ele tinha sido encarcerado. Foi candidata à Assembleia Constituinte, pelo PCP, por Lisboa. Trabalhou então como secretária da redação do jornal oficial do PCP, Avante!, e colaborou na organização da Festa do Avante! até se aposentar em 2003. Era membro do Sindicato dos Jornalistas e da União dos Resistentes Antifascistas Portugueses (URAP). Lourenço faleceu a 24 de Janeiro de 2008, vítima de cancro do pulmão.

## A ligação à Amnistia Internacional
Em 19 de dezembro de 1960, o fundador da Amnistia Internacional, Peter Benenson, lia um exemplar do The Times de Londres a caminho do trabalho, quando viu um artigo sobre a condenação de Lourenço e Verdial. Isso inspirou-o a escrever e publicar um artigo de opinião no The Observer, conhecido como os "prisioneiros esquecidos", em 28 de maio de 1961, data em que a Amnistia Internacional comemora sua data de fundação. Benenson lançou o Apelo pela Amnistia de 1961, que levou à criação da Amnistia Internacional em setembro de 1962. 